# Férfi 3000 méteres akadályfutás a 2024. évi nyári olimpiai játékokon
A 2024. évi nyári olimpiai játékokon az atlétika férfi 3000 méteres akadályfutás versenyszámának előfutamait augusztus 5-én, döntőjét augusztus 7-én rendezték Párizsban. Az aranyérmet az előző olimpián is győztes marokkói Soufiane El Bakkali nyerte. Ebben a számban az 1936-os olimpián sikerült utoljára a címvédőnek győznie, akkor a finn Volmari Iso-Hollonak sikerült ez.

## Verseny
A versenyszám esélyesei között a címvédő Soufiane El Bakkalit, a világcsúcstartó Lamecha Girmát tartották számon. Ezen a távon az elmúlt tíz olimpián kilencszer kenyai siker született, így tradícionálisan a kenyai futók is esélyesek voltak a győzelemre. Közülük erre a legjobb esélye az U20-as világbajnok Amos Seremnek, vagy a 2023-as világbajnokságon bronzérmes Abraham Kibiwotnak volt.
A döntőben az első körökben az indiai Avinash Sable illetve az etióp futók haladtak az élen, El Bakkali a középmezőnyben futott egyenletes tempót. 1000 méternél az indiai futót lehagyták és két etióp futó, Samuel Firewu és Getnet Wale próbálta növelni az iramot. Girma és El Bakkali ekkor a harmadik és negyedik helyen követte őket. Féltávnál a kenyai Simon Koech is emelt a tempón és 2000 méternél átvette a vezetést is az etiópoktól, a két fő esélyes Girma és El Bakkali a hatodik és hetedik helyre csúszott vissza. Két körrel a vége előtt már látszott, hogy sprintbefutóra lehet számítani, a teljes mezőny együtt volt még, így nem számított jelentős hátránynak az sem, hogy a címvédő 500 méterrel a vége előtt visszaesett a tizedik helyre. A másik marokkói, Mohamed Tindouft állt ekkor az élre. Az utolsó kör elején az amerikai Kenneth Rooks kezdte meg legkorábban a hajráját és átvette a vezetést és néhány méter előnyre is szert tett. Közben El Bakkali, Girma és Kibiwot tudta tartani az amerikai tempóját, a többiek leszakadtak. Három akadály volt már csak hátra, amikor a világcsúcstartó Girma szemmel láthatóan magasabb sebességre váltott a többieknél, viszont ugrás közben az akadályban elakadt a lába és elesett, a fejét is beverte a talajba aminek hatására az eszméletét is elvesztette. Az utolsó akadályt már El Bakkali vette elsőnek, Kibiwot és Rooks pedig a második helyért küzdöttek, végül az amerikai 6 századmásodpercet meg tudott őrizni előnyéből és övé lett az ezüstérem.

## Rekordok
A versenyt megelőzően a következő rekordok voltak érvényben:
| Világrekord                  | Lamecha Girma (ETH)     | 7:52,11 | Valencia, Spanyolország  | 2023. június 9.     |
| Olimpiai rekord              | Conseslus Kipruto (KEN) | 8:03,28 | Rio de Janeiro, Brazília | 2016. augusztus 17. |
| Világ legjobb idei eredménye | Lamecha Girma (ETH)     | 8:01,63 | Stockholm, Svédország    | 2024. június 2.     |

A versenyen új rekord nem született.

## Eredmények
Az időeredmények perc:másodpercben értendők. A rövidítések jelentése a következő:
| - WR: világrekord - OR: olimpiai rekord - AR: kontinens rekord - NR: országos rekord | - PB: egyéni legjobb eredménye - SB: 2024-ben az addigi legjobb eredménye - DNS: nem indult a futamon - DNF: nem ért célba - qR: versenybírói döntés által továbbjutott |

### Előfutamok
Minden előfutam első öt helyezettje döntőbe jutott.
1. előfutam
| H  | Név                 | Nemzet           | E       | Mj    |
| -- | ------------------- | ---------------- | ------- | ----- |
| 1  | Soufiane El Bakkali | Marokkó          | 8:17,90 | Q     |
| 2  | Leonard Chemutai    | Uganda           | 8:18,19 | Q, SB |
| 3  | Getnet Wale         | Etiópia          | 8:18,25 | Q     |
| 4  | Daniel Arce         | Spanyolország    | 8:18,31 | Q     |
| 5  | Ahmed Jaziri        | Tunézia          | 8:18,33 | Q, SB |
| 6  | Amos Serem          | Kenya            | 8:18,41 | qR    |
| 7  | Karl Bebendorf      | Németország      | 8:20,46 |       |
| 8  | Nicolas-Marie Daru  | Franciaország    | 8:20,52 |       |
| 9  | Ruben Querinjean    | Luxemburg        | 8:27,97 |       |
| 10 | James Corrigan      | Egyesült Államok | 8:36,67 |       |
| 11 | Yassin Bouih        | Olaszország      | 8:40,34 |       |
| 12 | Bilal Tabti         | Algéria          | 9:04,81 |       |

2. előfutam
| H  | Név               | Nemzet           | E       | Mj    |
| -- | ----------------- | ---------------- | ------- | ----- |
| 1  | Mohamed Tindouft  | Marokkó          | 8:10,62 | Q, PB |
| 2  | Samuel Firewu     | Etiópia          | 8:11,61 | Q     |
| 3  | Abraham Kibiwot   | Kenya            | 8:12,02 | Q     |
| 4  | Miura Rjúji       | Japán            | 8:12,41 | Q     |
| 5  | Avinash Sable     | India            | 8:15,43 | Q     |
| 6  | Matthew Wilkinson | Egyesült Államok | 8:16,82 |       |
| 7  | Nahuel Carabaña   | Andorra          | 8:19,44 |       |
| 8  | Osama Zoghlami    | Olaszország      | 8:20,52 |       |
| 9  | Alexis Miellet    | Franciaország    | 8:22,08 |       |
| 10 | Velten Schneider  | Németország      | 8:25,75 |       |
| 11 | Matthew Clarke    | Ausztrália       | 8:49,85 |       |
|    | Tomáš Habarta     | Csehország       | DNF     |       |

3. előfutam
| H  | Név                   | Nemzet           | E              | Mj |
| -- | --------------------- | ---------------- | -------------- | -- |
| 1  | Lamecha Girma         | Etiópia          | 8:23,89        | Q  |
| 2  | Kenneth Rooks         | Egyesült Államok | 8:24,95 (,941) | Q  |
| 3  | Simon Koech           | Kenya            | 8:24,95 (,942) | Q  |
| 4  | Mohamed Amin Jhinaoui | Tunézia          | 8:25,24        | Q  |
| 5  | Jean-Simon Desgagnés  | Kanada           | 8:25,28        | Q  |
| 6  | Frederik Ruppert      | Németország      | 8:25,31        |    |
| 7  | Geordie Beamish       | Új-Zéland        | 8:25,86        |    |
| 8  | Aoki Rjóma            | Japán            | 8:29,03        |    |
| 9  | Louis Gilavert        | Franciaország    | 8:29,16        |    |
| 10 | Ben Buckingham        | Ausztrália       | 8:32,12        |    |
| 11 | Topi Raitanen         | Finnország       | 8:33,12        |    |
| 12 | Faid El Mostafa       | Marokkó          | 8:39,48        |    |

### Döntő
| H     | Név                   | Nemzet           | E       | Mj |
| ----- | --------------------- | ---------------- | ------- | -- |
| Arany | Soufiane El Bakkali   | Marokkó          | 8:06,05 | SB |
| Ezüst | Kenneth Rooks         | Egyesült Államok | 8:06,41 | PB |
| Bronz | Abraham Kibiwot       | Kenya            | 8:06,47 | SB |
| 4     | Mohamed Amin Jhinaoui | Tunézia          | 8:07,73 | NR |
| 5     | Ahmed Jaziri          | Tunézia          | 8:08,02 | PB |
| 6     | Samuel Firewu         | Etiópia          | 8:08,87 |    |
| 7     | Simon Koech           | Kenya            | 8:09,87 | SB |
| 8     | Miura Rjúji           | Japán            | 8:11,72 |    |
| 9     | Getnet Wale           | Etiópia          | 8:12,33 |    |
| 10    | Daniel Arce           | Spanyolország    | 8:13,80 |    |
| 11    | Avinash Sable         | India            | 8:14,18 |    |
| 12    | Mohamed Tindouft      | Marokkó          | 8:14,82 |    |
| 13    | Jean-Simon Desgagnés  | Kanada           | 8:19,31 |    |
| 14    | Amos Serem            | Kenya            | 8:19,74 |    |
| 15    | Leonard Chemutai      | Uganda           | 8:20,03 |    |
|       | Lamecha Girma         | Etiópia          | DNF     |    |